# Albi Doka
Albi Doka (* 26. Juni 1997 in Tirana) ist ein albanischer Fußballspieler.

## Karriere

### Verein
Doka begann seine Karriere beim KF Tirana. Im Januar 2017 stand er gegen den KS Teuta Durrës erstmals im Kader der Kampfmannschaft. Sein Debüt in der Kategoria Superiore gab er im Februar 2017, als er am 20. Spieltag der Saison 2017/18 gegen den KF Laçi in der Startelf stand. Zu Saisonende hatte er 17 torlose Einsätze zu Buche stehen. Mit dem KF Tirana musste er allerdings in die zweite Liga absteigen. Trotz des Abstiegs konnte man im Mai 2017 den Cup gewinnen. Daraufhin nahm man auch in der Qualifikation zur Europa League teil. Doka kam in beiden Erstrundenpartien gegen Maccabi Tel Aviv zum Einsatz, die man allerdings beide verlor.
Im September 2017 konnte Doka mit Tirana zudem den Supercup gewinnen; beim 1:0-Sieg gegen den FK Kukësi wurde er in der 59. Minute für Alked Çelhaka eingewechselt. Seinen ersten Treffer für Tirana konnte er im Oktober 2017 erzielen, als er beim 6:0-Sieg gegen den KS Shkumbini Peqin zum zwischenzeitlichen 1:0 traf. Er blieb bis 2020 im Verein, wurde 2017 Pokalsieger und in seiner letzten Saison dort Meister und absolvierte fast einhundert Pflichtspiele. Sein nächster Verein wurde HNK Gorica aus der kroatischen ersten Liga. Dort verblieb er bis Februar 2022, als er zunächst leihweise und anschließend fest zu Honvéd Budapest wechselte.

### Nationalmannschaft
Doka spielte 2017 erstmals für die albanische U-21-Auswahl. Drei Jahre später debütierte er im Nationalteam beim Freundschaftsspiel gegen den Kosovo.

## Erfolge
- Albanischer Meister: 2020
- Albanischer Cupsieger: 2017
- Albanischer Supercup-Sieger: 2017